# Kvadrilaterala
Kvadrilaterala je regionalna inicijativa Hrvatske, Slovenije, Italije i Mađarske. Status promatrača ima Austrija.
Utemeljena je listopadu 1996. godine, deklaracijom slovenskog, talijanskog i mađarskog ministra vanjskih poslova, kao Trilaterala.
RH se pridružila ovoj inicijativi tijekom rujna 2000. godine, potpisavši 13. rujna 2000. Deklaraciju iz Gödöllöä.
Kvadrilaterala ima za cilj jačanje regionalne suradnje, te aktivna potpora zemljama kandidatima za ulazak u EU i NATO. 

## Važniji projekti
Talijanski, slovenski i mađarski premijer su 13. studenoga 1997. u Budimpešti dogovorili osnivanje višenacionalne vojne postrojbe - trilateralne brigade za mirovne operacije, poznatije kao MLF (Multinational Land Force) brigada. Sjedište joj je u Udinama.

## Vanjske poveznice
- Članak iz Hrvatskog vojnika  Arhivirana inačica izvorne stranice od 24. svibnja 2006. (Wayback Machine)
- Kvadrilaterala[neaktivna poveznica] (na slovenskom)
- Kvadrilaterala  Arhivirana inačica izvorne stranice od 31. siječnja 2004. (Wayback Machine) (na slovenskom)
- MVPEI o ovome  Arhivirana inačica izvorne stranice od 27. rujna 2007. (Wayback Machine)
- RH i regionalne inicijative  Arhivirana inačica izvorne stranice od 30. kolovoza 2006. (Wayback Machine) na MORH-u